# 紐澤西護欄

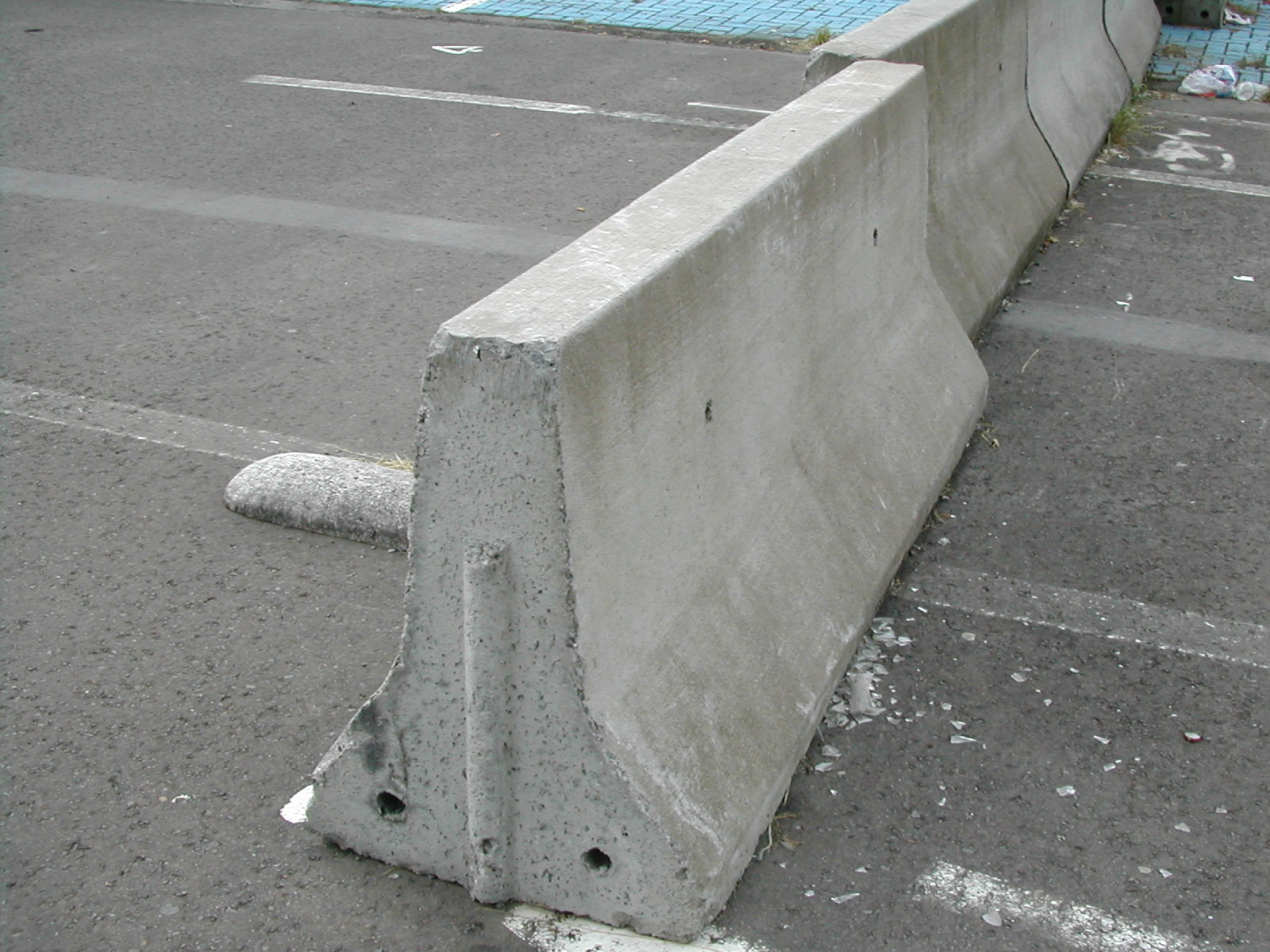
紐澤西護欄

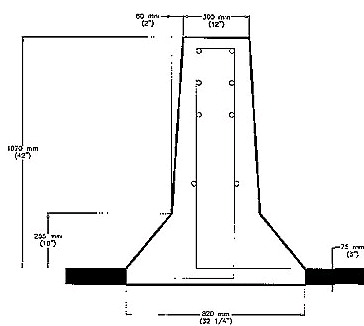
紐澤西護欄的尺寸圖

紐澤西護欄，正式名稱紐澤西式護欄。是一種廣泛用於道路上的護欄，用以區隔車流、阻斷通行。
紐澤西護欄為位於新澤西州霍博肯的史蒂文斯理工學院（Stevens Institute of Technology）所開發，用以區隔高速公路的車道。他們所設計的紐澤西護欄約為90~150公分高，以灌漿混凝土製成，單體重量可達1000公斤。
紐澤西護欄的特殊在於它「凸」字形讓車輛在衝撞護欄時，由於第一個接觸面為較為有彈性的輪胎，車輛能因而彈回原車道，減少翻越到對向車道、造成更大事故的機率。但也由於其對車輛（輪胎）之反作用力方向為斜上方，因此很常造成車輛翻覆、增加搶救困難、增加事故者本身的傷亡機率，有不少地區的交通單位開始改以其他形式的護欄取代紐澤西護欄。
今日的紐澤西護欄也有以塑膠製成的中空體，內可灌沙、水等增加重量，但這類的紐澤西護欄主要僅為臨時阻隔用，優點在於機動性，穩固性較混凝土製的紐澤西護欄低。此類紐澤西護欄常被稱為K-rails或充水式護欄。

## 資料來源
1. ↑  .   [2012-07-01]. （原始内容存档于2021-04-10）.
2. ↑  中廣新聞. . 大紀元時報. 2005-03-25  [2012-07-01]. （原始内容存档于2021-04-25） （中文（臺灣））.

## 外部連結
- 紐澤西中央護欄簡史 （页面存档备份，存于）（英文）
- Building an Ontario Tall Wall （頁17–19）
- 曾鴻儒. . 自由電子報. 2010-01-27  [2012-07-01]. （原始内容存档于2010-04-03） （中文（臺灣））.